# Bobby Hart
Bobby Hart (Lauderhill, 21 agosto 1994) è un giocatore di football americano statunitense che milita nel ruolo di offensive guard per i Buffalo Bills della National Football League (NFL).

## Biografia

### New York Giants
Dopo avere giocato al college a football a Florida State dove vinse il campionato NCAA nel 2013, Hart fu scelto nel corso del settimo giro (226º assoluto) del Draft NFL 2015 dai New York Giants. Debuttò come professionista subentrando nella gara del terzo turno contro i Washington Redskins. Nella settimana 13 contro i New York Jets disputò la prima gara come titolare in carriera. La sua stagione da rookie si concluse con nove presenze.

### Cincinnati Bengals
Nel 2018 Hart firmò con i Cincinnati Bengals dopo essere stato svincolato dai Giants.